# Цервикальный серкляж
Цервикальный серкляж (так же известный как шеечный циркляж, цервикальный шов) — наложение швов на шейку матки для предотвращения преждевременных родов и для укрепления шейки матки во время беременности, при одноплодной беременности (в случае слабости шейки матки — раннее укорачивание или открытие во время беременности, потенциально приводящее к позднему выкидышу, либо к преждевременным родам)б, снижающая риск преждевременных родов или выкидыша у женщин.
Процедура заключается в наложении прочного шва на шейку матки и вокруг неё на ранних стадиях беременности, обычно между 12 и 14 неделями, а затем удалении шва к концу беременности, когда минует наибольший риск выкидыша. Процедура проводится под местной анестезией, обычно посредством спинальной анестезии (эпидуральной анестезии). Обычно её проводит амбулаторный врач акушер-гинеколог. Обычно лечение проводится в первом или втором триместре беременности у женщин, у которых в прошлом был один или несколько поздних выкидышей.
Слово «серкляж» на французском языке означает обхват, обруч или обвязывание.
У женщин с предшествующими самопроизвольными преждевременными родами, беременных одним ребёнком и имеющих укорочение шейки матки менее 25 мм, серкляж предотвращает преждевременные роды и снижает смертность и заболеваемость ребёнка.

## Прогноз
Вероятность успеха данной хирургической процедуры составляет примерно 80–90% для планового наложения серкляжа и 40–60% для экстренного наложения серкляжа. Серкляж считается успешным, если роды задерживаются как минимум до 37 недель (полный срок). После наложения серкляжа, за пациеткой производится наблюдение, в течение, как минимум, нескольких часов (иногда в течение ночи), для исключения преждевременных родов.
После выписки рекомендуется постельный режим и избегание любой физической активности (включая половые акты) в течение двух-трёх дней или до двух недель. Как правило, производится последующие наблюдение, для отслеживания состояния шейки матки и наложенных швов, а также за проявлением признаков преждевременных родов.
У женщин, беременных одним ребёнком (одноплодная беременность) и находящихся в группе риска преждевременных родов, при сравнении течения беременности у пациенток с наложением серкляжа и отсутствием лечения, наблюдается снижение частоты преждевременных родов и, возможно, снижение количества постродовой смертности (перинатальная смертность).
Нет никаких доказательств эффективности использования серкляжа для предотвращения преждевременных родов и снижения перинатальной смертности или неонатальной заболеваемости  при многоплодной беременности.
Результаты множественных исследований, по произведению цервикального серкляжа, в сочетании с другими методами лечения, такими как применение антибиотиков или вагинального пессария, остаются неясными.

## Виды
- Цервикальный серкляж Мак Дональда — метод, описанный в 1957 году, является наиболее распространённым и, по сути, представляет собой кисетный шов. Используется для закрытия шейки матки, который включает в себя наложение швов для сшивания верхней части шейки матки. Этот серкляж обычно накладывают между 16 и 18 неделями беременности. Шов обычно удаляют примерно на 37-й неделе беременности или раньше, если это необходимо.[8] Метод разработан австралийским акушером-гинекологом  И.А. Макдональдом.[9]

- Широдкарский серкляж — метод схожий в предыдущим с отличием в сшивании — швы проходят через стенки шейки матки, поэтому они являются скрытыми швами.[2] Этот тип серкляжа менее распространён и технически более сложен, чем серкляж Макдональда, и считается (хотя и не доказано), что он снижает риск заражения. Процедура Широдкара иногда предполагает наложение постоянного (не удаляемого) шва вокруг шейки матки, требующего применения кесарева сечения. Техника Широдкара была впервые описана В. Н. Широдкаром в Бомбее в 1955 году.[10]
- Абдоминальный серкляж — наименее распространённый тип серкляжа. Является перманентным (постоянным) швом и предполагает наложение бандажа на самый верх и за пределы шейки матки, внутри брюшной полости. Обычно производится только в том случае, если шейка матки слишком коротка для выполнения стандартного серкляжа, или в случае неудачного вагинального серкляжа или невозможности его наложения. Тем не менее, некоторые врачи (а именно Артур Хейни из Чикагского университета и Джордж Дэвис из Университета медицины и стоматологии Нью-Джерси) настаивают на использовании трансабдоминального серкляжа (ТОС), вместо вагинального (принятого) серкляжа, из-за предполагаемого лучшего протекания постоперационной беременности и большего количества сохранения беременностей. Данный тип серкляжа требует проведение кесарева сечения. Трансабдоминальный серкляж также может быть наложен до беременности, если у пациентки диагностирована истмико-цервикальная недостаточность.

## Риски
Хотя серкляж в целом является безопасной процедурой, существует ряд потенциальных осложнений, которые могут возникнуть во время или после операции. К ним относятся:
- риски, связанные с местной или общей анестезией;
- преждевременные роды;
- преждевременный разрыв плодных оболочек;
- инфекция шейки матки;
- инфекция амниотического мешка (хориоамнионит)
- разрыв шейки матки (может произойти, если шов не снять до начала родов);
- разрыв матки (может произойти, если шов не снять до начала родов);
- травма шейки матки или мочевого пузыря;
- кровотечение;
- Дистоция шейки матки с неспособностью раскрыться, требующая кесарева сечения;
- смещение шейки матки.

## Альтернативы
Пессарий от компании Arabin — это силиконовое устройство, которое было предложено для предотвращения  преждевременных родов без хирургического вмешательства.
Основные гипотезы относительно его механизмов заключались в том, что он может помочь сохранить шейку матки закрытой, как и серкляж, а также, изменить наклон цервикального канала так, чтобы вес беременности не находился прямо над ним. Однако крупные распределенные клинические исследования при одноплодной и двуплодной беременности показали, что установка цервикального пессария не приводит к снижению частоты спонтанных ранних преждевременных родов.